# Asilus bojus
Asilus bojus là một loài ruồi trong họ Asilidae. Asilus bojus được Schrank miêu tả năm 1803. Loài này phân bố ở vùng Cổ Bắc giới.